# Dworszowice Pakoszowe
Dworszowice Pakoszowe (prononciation [dvɔrʂɔˈvit͡sɛ pakɔˈʂɔvɛ]) est un village de la gmina de Sulmierzyce, du powiat de Pajęczno, dans la voïvodie de Łódź, situé dans le centre de la Pologne.
Il se situe à environ 7 kilomètres à l'ouest de Sulmierzyce (siège de la gmina), 8 kilomètres à l'est de Pajęczno (siège du powiat) et 73 kilomètres au sud de Łódź (capitale de la voïvodie).
Sa population compte approximativement 800 habitants en 2006.

## Administration
De 1975 à 1998, le village était attaché administrativement à l'ancienne voïvodie de Piotrków.

Depuis 1999, il fait partie de la nouvelle voïvodie de Łódź.